# غلامرضا مصباحی‌مقدم
غلامرضا مصباحی مقدم (زاده ۲۰ تیر ۱۳۳۰) مجتهد و سیاستمدار اصولگرا، نماینده سابق مجلس شورای اسلامی در ادوار هفتم، هشتم و نهم، عضو مجمع تشخیص مصلحت نظام، رئیس کمیسیون امور زیربنایی و تولیدیاین مجمع و نماینده مجلس خبرگان رهبری است.
مصباحی مقدم از ابتدای دهه ۸۰ شمسی با عضویت در مجلس شورای اسلامی در مباحث کلان اقتصادی ایران و تصمیم‌ سازی‌ها در این حوزه نقش گسترده‌ای ایفا کرد و هم اکنون رئیس شورای فقهی بانک مرکزی ایران است. از اقدامات شورای فقهی در دوره او طرح استقرار ناظران شرعی در شعبه‌های بانک‌ در ایران بود که با انتقادات بسیاری در مورد کارکرد گماردن یا استخدام این تعداد نفر به عنوان ناظر شرعی در بانک‌ها مواجه شد. او اگرچه بر این باور است که قیمت گذاری کالاها در اسلام دارای اشکال است، ولی از حامیان جدی قیمت گذاری و چند نرخی در بازار ارز ایران بود و تا روز آخر از سیاست ارز چند نرخی با تخصیص دلار ۴۲۰۰ (موسوم به دلار جهانگیری) حمایت کرد.
مصباحی مقدم به عنوان عضو مجلس هفتم، از نمایندگان ارائه دهنده طرح تثبیت قیمت حامل‌های انرژی در سال ۱۳۸۳ بود که از آن به عنوان یک اشتباه بزرگ و تاریخی در مدیریت بازار انرژی ایران یاد می‌شود. همچنین وی از نمایندگان اصلی در مجلس نهم بود که در سال ۱۳۹۱ طرح الزام دولت وقت به توقف اجرای اجرای فاز دوم طرح هدفمند سازی یارانه‌ها با تغییر قیمت حامل‌های انرژی و افزایش یارانه نقدی را ارائه کردند که جلوی برنامه دولت وقت برای افزایش یارانه نقدی و تهییج رشد اقتصادی و اشتغال در شرایط تشدید تحریم‌های خارجی از طریق رونق دادن به فعالیت‌های اقتصادی مرتبط با بهینه سازی مصرف انرژی در داخل کشور که تقریبا غیر قابل تحریم بودند و رشد اقتصادی و اشتغال را بالا و همراه با نقدی کردن و افزایش یارانه نقدی انجام می‌شد را گرفت. در این طرح با الزام دولت به ثابت نگه داشتن قیمت ریالی حامل‌های انرژی درحالی که ارزش ریال کاهش می‌یافت، باعث افزایش بالای بار مالی بر دوش دولت وقت و در نتیجه چاپ پول بیشتر شد که از عوامل اصلی جهش تورم در این دوره در اقتصاد ایران بود.
او تحصیلات حوزوی سطح خارج فقه و اصول را نزد فاضل لنکرانی، جعفر سبحانی، وحید خراسانی گذراند و به رتبه اجتهاد رسید. وی مدرس دوره‌های فقه و فقه الاقتصاد در حوزه و دانشگاه است. او مؤسس و رئیس کمیته فقهی سازمان بورس و اوراق بهادار ایران است. او در سال ۱۳۹۸ به صورت همزمان نامزد انتخابات مجلس خبرگان رهبری و مجلس شورای اسلامی از تهران شد که در مورد اول به این مجلس راه یافت ولی در انتخابات دوم با کسب ۲۳۱۰۲ رای، نفر ۶۲ شد و نتوانست آرای لازم برای راه یابی به مجلس شورای اسلامی را کسب کند.

## زندگی
غلامرضا مصباحی مقدم در سال ۱۳۳۰ در مشهد و در خانوده‌ای مذهبی متولد شد. وی در سال ۱۳۶۲ در رشته اقتصاد کارشناسی ارشد گرفته و سه سال بعد به عضویت شورای عالی آموزش و پرورش درآمد که این عضویت تاکنون ادامه دارد. ریاست مرکز تحقیقات اسلامی سپاه پاسداران انقلاب اسلامی و همچنین ریاست گروه اقتصاد پژوهشگاه حوزه و دانشگاه در قم را می‌توان از دیگر فعالیت‌های علمی مصباحی مقدم در دهه ۶۰ ذکر کرد.
از جمله فعالیت‌های تحقیقاتی مصباحی مقدم دردهه ۷۰ می‌توان به مواردی چون ریاست دانشکده الهیات و معارف اسلامی دانشگاه تهران در سال‌های ۱۳۷۵ تا ۱۳۷۷، معاونت پژوهشی دانشگاه امام صادق، عضویت در هیئت امنای پژوهشگاه علوم انسانی و مطالعات فرهنگی طی دو دوره چهارساله و ریاست بر گروه اقتصاد شورای بررسی متون و کتب علوم انسانی دانشگاه‌ها از سال ۱۳۷۵ اشاره کرد که تاکنون ادامه دارد.
وی در سال ۱۳۷۸ به عضویت در شورای مرکزی جامعه روحانیت مبارز درآمد.مصباحی هم‌اکنون سخنگوی مهم‌ترین حزب اصولگرایان، جامعه روحانیت مبارز است.
- عضو مجمع تشخیص مصلحت نظام با حکم سید علی خامنه‌ای[۱۹][۲۰]
- عضو جامعه روحانیت مبارز تهران[۲۱][۲۲]
- رئیس کمیته فقهی سازمان بورس[۲۳][۲۴]
- عضو ستاد تأیید و گزینش هیئت علمی دانشگاه‌ها در وزارت علوم[۲۵]

وی دارای درجه کارشناسی ارشد اقتصاد و دکترای فقه می‌باشد.

## عملکرد و دیدگاه‌های شاخص

### بازار حامل‌های انرژی و آب شرب

#### قانون تثبیت قیمت‌های ۱۳۸۳
مصباحی مقدم در مجلس هفتم از نمایندگان ارائه دهنده و تصویب کننده طرح تثبیت قیمت حامل‌های انرژی (قانون تثبیت قیمت‌ها) بود که در اسفند ماه سال ۱۳۸۳ تصویب شد و از آن به عنوان یک اشتباه بزرگ و تاریخی در مدیریت بازار انرژی ایران یاد می‌شود. او در این باره در سال بعد از تصویب می‌گوید: «اگر این طرح سال گذشته به تصویب مجلس نمی‌رسید، معلوم می شد که امسال چه بحرانی داشتیم ... در صورت اجرا شدن این سیاست (افزایش تدریجی قیمت حامل‌های انرژی) قیمت هر لیتربنزین 180 تومان می شد و این امر افزایش نرخ تورم به میزان ۲۲.۵ درصد در هر سال را در پی داشت.»

#### تدوین و اجرای طرحهدفمند سازی یارانه‌ها
او در دوره دولت نهم و دهم به همراه احمد توکلی، دیگر نماینده مجلس از مخالفان و مقابله کنندگان جدی با اجرای طرح هدفمند سازی یارانه‌ها در ایران بود. در پاییز ۱۳۸۷ و هنگامی که عزم جدی دولت اجرای این طرح که شامل پرداخت نقدی همراه با اصلاح قیمت حامل‌های انرژی بود آشکار شد، برخی اعضای مجلس «کمیسیون ویژه بررسی طرح هدفمند کردن یارانه» تشکیل دادند و غلامرضا مصباحی مقدم رییس این کمیسیون شد و احمد توکلی، رییس مرکز پژوهش‌های مجلس نیز به او پیوست و این دو مخالف اصلی این طرح در مجلس شدند. در ابتدا قرار نبود دولت وقت کار اصلاحات قیمت کالاها و یارانه نقدی را برای اجرا به تصویب مجلس برساند، ولی مدتی طول کشید تا اعضای این کمیسیون رییس‌جمهور و دولت را متقاعد کنند که اجرای این طرح نیازمند اجازه مجلس است و باید لایحه تهیه و به مجلس ارائه شود. تهیه لایحه و ارائه آن به مجلس تا اواسط دی ماه زمان برد و بعد از آن مجلس و مخصوصا کمیسیون بررسی طرح هدفمند کردن یارانه‌ها به ریاست مصباحی مقدم وارد بحث بالا و پایین کردن میزان یارانه نقدی به هر فرد، افراد واجد شرایط دریافت و قیمت هر سوخت بعد از اجرای هر مرحله از طرح شدند که چند سال تصویب و اجرای طرح را به عقب انداخت و در نهایت طرح با تغییرات بسیار در کش و قوس در دولت و مجلس بر سر جزئیات آن با تصویب مفادی از آن در شورای نگهبان به نفع نظر دولت تصویب شد.

#### قانون توقف اجرای طرحهدفمند سازی یارانه‌های سال ۱۳۹۱
در سال ۱۳۹۱، مصباحی مقدم از نمایندگان اصلی مجلس نهم بود که  طرح الزام دولت وقت به توقف اجرای فاز دوم طرح هدفمند سازی یارانه‌ها را ارائه کردند که جلوی برنامه دولت وقت برای افزایش یارانه نقدی و جبران صدمه به معیشت مردم در نتیجه تحریم‌ها و یک سوم شدم قیمت ارزهای خارجی از طریق منابع حاصل از افزایش بهره وری مصرف حامل‌های انرژی و آب شرب با اصلاح قیمت آن‌ها را گرفتند که در نتیجه جلوی ایجاد رشد اقتصادی و افزایش اشتغال از طریق رونق فعالیت‌های افزایش دهنده بهره وری مصرف حامل‌های انرژی در شرایط تحریم خارجی را گرفت. همچنین این طرح با الزام دولت به عرضه این حامل‌های انرژی بدون تغییر قیمت با وجود ۳ برابر شدن قیمت ارز‌ در کشور، موجب افزایش کسری بودجه دولت و در نتیجه چاپ پول و تورم در ایران شد.

### سیاست ارزی
مصباحی مقدم:صادر کننده می‌گوید شما یک بار دیگر قیمت ارز را بالا ببرید که من سود کنم و برای من باصرفه باشد و دائماً می‌گویند که وارد کننده‌ها استفاده می‌کنند و شرکت‌های خارجی کالاها را به کشور ما صادر می‌کنند، این‌ها آدرس‌های غلط است، باید در مطبوعات افشا کرد و توضیح داد که این استدلال، استدلال غلطی است.

### صادرات نفت
عضو مجمع تشخیص مصلحت نظام دربارهٔ پیش‌بینی شرکت نفت از میزان ممکن برای صادرات فرآورده‌های نفتی گفت: یک پیش‌بینی هم سال ۱۳۸۵ توسط خود شرکت نفت صورت گرفته که اگر ما صرفه جویی کنیم می‌توانیم سالیانه ۱۰۰ میلیارد دلار صادرات فرآورده‌های نفتی را داشته باشیم.